# Oncidium lentiginosum
Oncidium lentiginosum är en orkidéart som beskrevs av Heinrich Gustav Reichenbach. Oncidium lentiginosum ingår i släktet Oncidium och familjen orkidéer. Inga underarter finns listade i Catalogue of Life.

## Bildgalleri

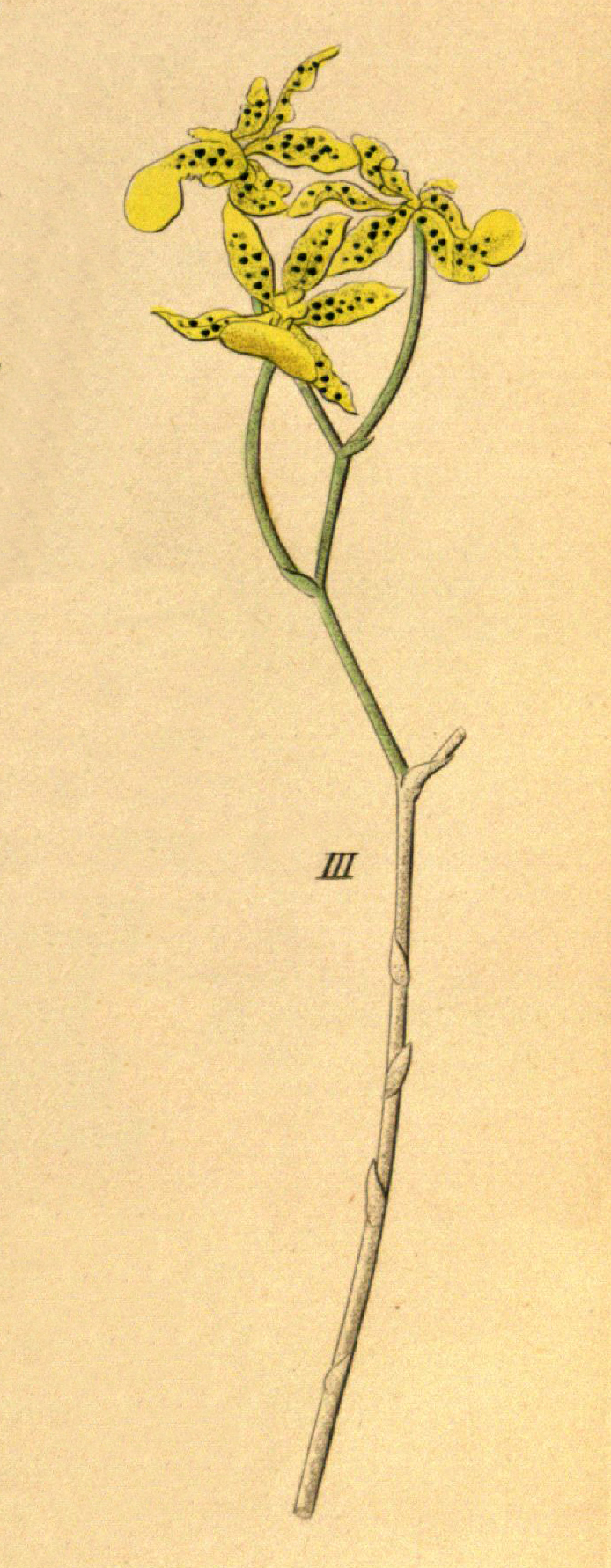
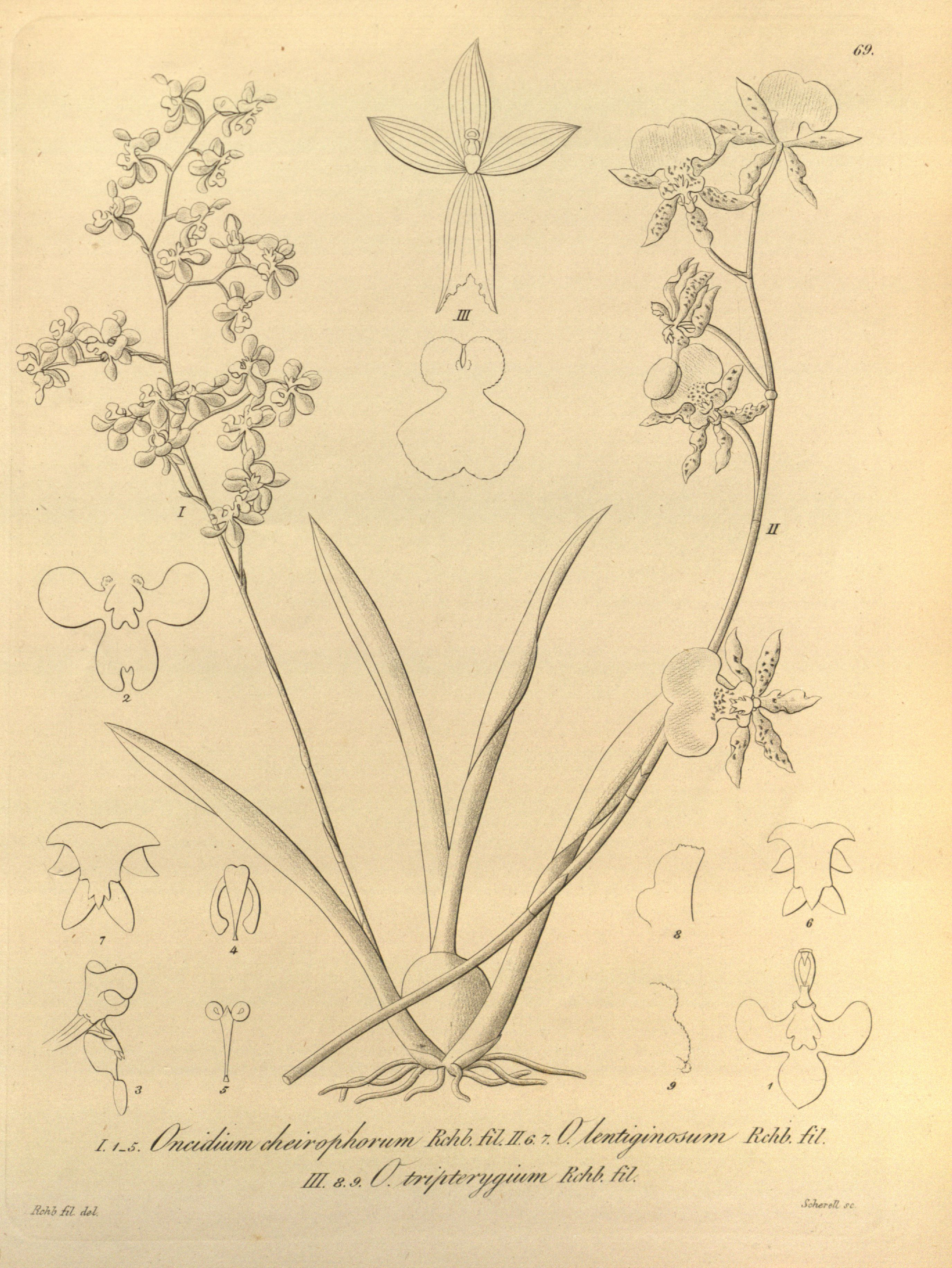